# ساندرو ساكو
ساندرو ساكو (1 مايو 1996 في البرازيل - ) هو لاعب كرة قدم برتغالي في مركز الظهير الأيسر لعب سابقاً في نادي القيصومة السعودي.

## وصلات خارجية
- ساندرو ساكو على موقع Soccerway.com (الإنجليزية)
- ساندرو ساكو على موقع AS.com (الإسبانية)